# 틸틸
틸틸(스페인어: Tiltil)은 칠레 산티아고 수도주 차카부코 현의 코무나이다.